# ستيف هاوس
ستيف هاوس (بالإنجليزية: Steve House)‏ هو متسلق الجبال أمريكي، ولد في 4 أغسطس 1970 في لا غراندي في الولايات المتحدة.

## وصلات خارجية
- ستيف هاوس على موقع IMDb (الإنجليزية)